# Torre Calandrino
La torre Calandrino (o campanile della Chiesa del Soccorso o torre Rocca) è situata nel centro storico di Alcamo, nella provincia di Trapani.

## Storia
Non si trovano riferimenti storici che indichino un periodo sull'origine di questo edificio antecedente al 1519, anche se secondo alcuni risalirebbe addirittura alla dominazione araba in Sicilia, diventando così il più antico edificio esistente nel centro storico di Alcamo, antecedente anche al Castello dei Conti di Modica (1350), di cui si ipotizza fosse in origine una torre di guardia, per essere adattata a campanile.
Forma e struttura di questa costruzione (distacco dalla chiesa, cisterna e altre caratteristiche all’interno di essa) potrebbero anche fare ritenere che fosse esistente prima del 1519-1520 e in seguito ricostruita.
Essa avrebbe così funzionato sia da torre di guardia che da campanile; infatti, venne acquistata dalla Diocesi di Trapani nei primi anni del 1400; la chiesa di Santa Maria del Soccorso ne ha usufruito dopo che la chiesa madre, che l'aveva utilizzata come campanile, ebbe costruito il proprio.
C'erano installate allora due campane: una più grande sul lato ovest ed una più piccola sul lato nord, smontata intorno al 1950 per motivi di sicurezza; rimase abbandonata a se stessa fino alla metà del 1800, quando una parte venne ceduta ad altri cittadini privati.
In origine vi erano due campanili: uno all'inizio di via Don Rizzo (ex via Teatro), che andò distrutto completamente durante la prima guerra mondiale, e l'altro campanile, il "torrione di controllo" che esiste ancora oggi, accessibile anche attraverso l'abitazione privata ad esso adiacente, che è un fabbricato risalente al 1654. Una parte di questo edificio è inserito con un vano con balcone nel torrione di controllo del 1400, accessibile anche attraverso l'abitazione; questo edificio appartenne ai padri Filippini, in quanto era un convento dell'Ordine di San Filippo che nel 1802 vendette l'intero complesso alla famiglia Rocca e Filippi ed anche muri in comune con la chiesa del Soccorso. L'intero edificio si sviluppa lungo la via Don Rizzo e oggi si divide in due parti, di cui una della famiglia Rocca e una della famiglia Filippi. Nel 1968, a causa del terremoto, tali abitazioni subirono gravi danni.
Oggi la torre è di proprietà del sig. Ignazio Calandrino, che pur adattandola alle proprie esigenze, ne ha voluto mantenerne l'originalità.

## Costruzione del campanile
Né dalla citazione di Giuseppe Polizzi, né da quella dello storico alcamese Ignazio De Blasi si ha possibilità di stabilire l'anno della sua costruzione; questo però si desume dalla Guida artistica della città di Alcamo del 1884, pubblicata da Francesco Maria Mirabella e Pietro Maria Rocca, dove a pagina 18, sta scritto:
Salendo pel Corso, poco lungi del detto Oratorio (la chiesetta di Santa Caterina) ed accanto ad un bel campanile a forma di torre, eretto nel 1519-20, vedesi la chiesa di Santa Maria del Soccorso.
Esistono, infatti, due contratti: nel primo, datato 30 luglio 1519, un certo Baldassare Cannone vende a due rettori della Confraternita nº100 lastre di pietra forte (cantoni), per la costruzione del campanile della stessa Confraternita, e nel secondo, del 3 settembre 1520 (presso il notaio Orofino), Vincenzo Maniscalco e Nicolò Di Chiara vendono a Pietro Tabone, che rappresenta la Confraternita, nº 200 lastre piccole di pietra e altre 20 più grandi ad opu di lu campanaru della suddetta Confraternita.
Quanto dichiarato nei due contratti corrisponde, come quantità e dimensioni, al materiale utilizzato per la costruzione del campanile, per cui certamente la costruzione di questo edificio risale alla prima metà del XV secolo.

## Descrizione
La torre non fa parte del corpo della chiesa del Soccorso, in quanto è distaccata dalla stessa di circa 70 centimetri: solo due lati sono oggi visibili, poiché il resto è nascosto dai vicini fabbricati. La parte principale dell’edificio (esclusa quella dove è posta la campana) è alta metri 16,35: ci sono una piccola cornice di stile cinquecentesco nella parte mediana, e un'altra incompleta.
La base, alta metri 1,65, è di pietre ben squadrate, lunghe circa 65 cm (due palmi e mezzo), e larghe circa 40 centimetri (un palmo e mezzo) come quelle indicate nell’atto del 30 luglio 1519.
L'edificio ancora oggi è perfettamente integro, sebbene nel corso dei secoli abbia subìto qualche modifica: il balcone che si affaccia sul corso 6 Aprile, per esempio, è stato aggiunto intorno al 1700.
All'interno della costruzione si trova una scala a chiocciola in pietra che porta al terrazzo, composta da 85 scalini (di cui 50 a chiocciola e compatti), alti mediamente 24 centimetri ciascuno.
Questa scala non ha subìto alcun restauro: sulle pareti delle stanze è presente ancora il color nero del fumo delle torce che per secoli hanno dato luce all'interno dei locali.
Alla base della torre esiste una grande cisterna che riceveva l'acqua piovana dal terrazzo, attraverso un'apposita conduttura, utile per chi ci abitava.
Pur avendo un accesso originario nella piazzetta Mons. Ricceri, vi si può accedere direttamente dall'abitazione di cui fa parte integrante.